# Банзай (фильм, 1997)
«Банза́й» — фильм 1997 года режиссёра Карло Вандзина с актёром Паоло Вилладжо, который прославился в образе Уго Фантоцци, в главной роли.

## Сюжет
Серджио Коломбо — страховой агент, недавно разошедшийся с женой. Он собрался в отпуск с любовницей, но в это время он неожиданно получает командировку в Канаду для подписания важного контракта. В аэропорту рассеянный Коломбо случайно садится на самолёт, который летит в совершенно противоположном направлении — в Бангкок. Там Коломбо практически сразу оказывается в ловушке, организованной местными мошенниками. Однако он во что бы то ни стало должен попасть в Канаду. Прямого рейса туда нет, Коломбо приходится лететь через Японию. Приключения страхового агента продолжаются: ему подбрасывают наркотики, после чего его задерживает полиция. Проявив редкую изобретательность, он смог бежать и даже заключить контракт на 20 млн долларов с председателем японской страховой компании.

## В ролях
| Актёр                   | Роль             |
| ----------------------- | ---------------- |
| Паоло Вилладжо          | Серджио Коломбо  |
| Фраческа Романа Колуцци | Лаура            |
| Франческо Де Роза       | Паскуале Курилли |
| Лаура Мильяччи          | Бетта Коломбо    |
| Антонио Балеррио        |                  |
| Чиара Мейс              |                  |
| Джорджо Мелидони        |                  |
| Франческа Вентура       |                  |
| Роберто Делла Каза      |                  |